# Éder Álvarez Balanta
Éder Fabián Álvarez Balanta (Bogotá, 28 de fevereiro de 1993) é um futebolista colombiano que atua como volante ou zagueiro. Atualmente joga no América de Cali.

## Carreira

### River Plate
Balanta iniciou a carreira no modesto Academia, clube da cidade de Bogotá, em 2010. Após chamar atenção por conta de seu desempenho, no ano seguinte assinou com o River Plate mesmo sem ter atuado profissionalmente por algum clube em seu país natal.
Nos Millonarios, permaneceu nas categorias de base até 2012, mas o treinador Matías Almeyda chegou a pensar em relacioná-lo em algumas partidas do elenco principal. A grande chance veio em 2012, quando Balanta foi incluído na pré-temporada do River juntamente com atletas com maior experiência, como David Trezeguet, Fernando Cavenaghi e Alejandro Domínguez.
Sua estreia no time principal do River Plate foi a semifinal da Copa Argentina, contra o Racing, como reserva. Como titular, estreou novamente em um jogo entre River e Racing, desta vez pelo Torneio Final do Campeonato Argentino de 2012–13. Marcou seu primeiro gol duas rodadas depois, contra o Godoy Cruz, e contra o Quilmes marcaria seu segundo gol como profissional.

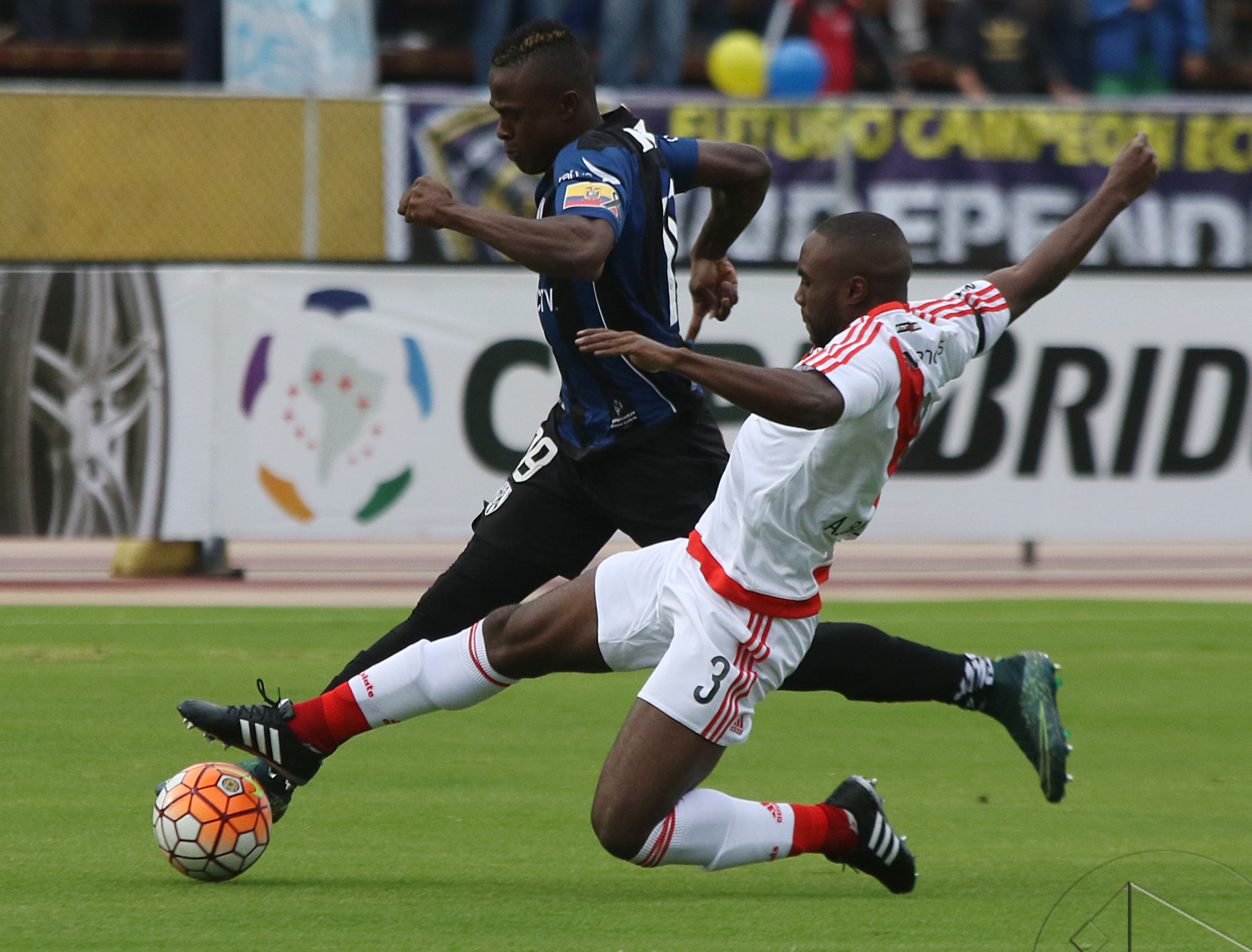
Balanta atuando pelo River Plate em 2016

Suas atuações fizeram com que Ramón Díaz, então ex-técnico dos Millonarios, comparasse Balanta a Daniel Passarella. Isto fez com que o zagueiro despertasse interesse de clubes maiores — a Internazionale manifestou interesse em contratá-lo, e o River fixou o preço em 12 milhões de euros. Contra o All Boys, sofreu sua primeira lesão como atleta profissional ao lesionar o músculo obturador interno, permanecendo afastado por duas semanas.
Em julho de 2013 assinou seu primeiro contrato profissional, válido por três anos, e estipulando sua cláusula de rescisão em 30 milhões de euros. Na partida entre River e San Lorenzo, pela Copa Sul-Americana, foi elogiado por sua "perfeição na zaga". Dois meses depois, especulou-se que o Barcelona pretendia contratar Balanta, vendo-o como um sucessor para Carles Puyol. Pouco depois, a cláusula de rescisão de "El Coyote" (como Balanta é conhecido) foi reduzida pela metade, de 30 para 15 milhões de euros.
Contra o Lanús, num empate em 0–0 em outubro, o zagueiro recebeu seu primeiro cartão vermelho da carreira aos 47 minutos do segundo tempo.

## Seleção Nacional
Sem ter atuado pelas categorias de base da Seleção Colombiana por conta de suas frequentes lesões no início de carreira, Balanta estreou pela Seleção principal de Los Cafeteros em novembro de 2013. Convocado por José Pékerman para os amistosos contra Bélgica e Holanda, ficou no banco de reservas em ambas e não entrou em campo.
Estreou pela Colômbia no dia 5 de março de 2014, num amistoso contra a Tunísia, substituindo o lateral-esquerdo Pablo Armero aos 21 minutos do segundo tempo. A partida terminou empatada em 1–1.

## Títulos
River Plate Sub-20
- Copa Libertadores da América: 2012

River Plate
- Campeonato Argentino: 2014
- Copa Sul-Americana: 2014
- Recopa Sul-Americana: 2015
- Copa Libertadores da América: 2015
- Copa Suruga Bank: 2015

Basel
- Super Liga Suíça: 2016–17
- Copa da Suíça: 2016–17 e 2018–19

Brugge
- Jupiler Pro League: 2019–20, 2020–21 e 2021–22
- Supercopa da Bélgica: 2021